# Scheldeprijs 1914
De achtste editie van de wielerwedstrijd Scheldeprijs werd gereden op 19 juli 1914. De wedstrijd begon in Berchem en eindigde 196 kilometer later in Antwerpen.
De zege ging naar de Belg Jacques Octave.

## Uitslag
| Scheldeprijs 1914 |                        |            |
| Plaats            | Naam                   | Tijd       |
| Winnaar           | Jacques Octave         | 6u 50' 00" |
| 2                 | Guillaume Perwez       | ?          |
| 3                 | Edmond Dessy           | ?          |
| 4                 | Louis Budts            | ?          |
| 5                 | Edmond Van Huyneghem   | ?          |
| 6                 | Lode Verhelst          | ?          |
| 7                 | Eugène Degrendele      | ?          |
| 8                 | Theophile Van Eetvelde | ?          |
| 9                 | Pierre Michiels        | ?          |
| 10                | Frans De Laet          | ?          |